# Copa de Eslovaquia
La Copa de Eslovaquia (en eslovaco: Slovenský Pohár) es un torneo futbolístico por eliminación directa que se disputa anualmente entre clubes de Eslovaquia. Fue creada en 1961, aunque tiene carácter nacional desde 1993, tras la independencia del país. La organiza la Federación Eslovaca de Fútbol.

## Historia
La competición de copa comenzó a disputarse en 1960, cuando Eslovaquia pertenecía a la extinta Checoslovaquia. Hasta la temporada 1992-93 determinó al equipo eslovaco que debía enfrentarse al campeón checo en la final de la Copa de Checoslovaquia. A lo largo de la historia, sólo cinco clubes eslovacos lograron, a la postre, hacerse con el título checoslovaco: Slovan Bratislava (5 veces), Spartak Trnava (4), Lokomotiva Kosice (2), 1.FC Kosice (1) y DAC Dunajská Streda (1).
A partir de la temporada 1993-94, tras la independencia del país, el torneo adquirió carácter nacional y oficial, otorgando a su campeón el derecho a disputar la Liga Europea de la UEFA

## Palmarés
Para campeones anteriores a 1994 véase Copa de Checoslovaquia.
| Temporada | Campeón               | Resultado        | Finalista              | Sede de la final                       |
| --------- | --------------------- | ---------------- | ---------------------- | -------------------------------------- |
| 1993–94   | Slovan Bratislava     | 2 - 1            | Tatran Presov          | Mestský štadión, Brezno                |
| 1994–95   | Inter Bratislava      | 1 - 1 (3-1 pen.) | DAC Dunajská Streda    | Mestský štadión, Dubnica nad Váhom     |
| 1995–96   | Chemlon Humenné       | 2 - 1            | Spartak Trnava         | Štadión Bukóza, Vranov                 |
| 1996–97   | Slovan Bratislava     | 1 - 0            | Tatran Presov          | Štadión na Sihoti, Trenčín             |
| 1997–98   | Spartak Trnava        | 2 - 0            | 1. FC Košice           | Stadion ŠKP Inter Dúbravka, Bratislava |
| 1998–99   | Slovan Bratislava     | 3 - 0            | Dukla Banská Bystrica  | Štadión FK, Žiar nad Hronom            |
| 1999–00   | Inter Bratislava      | 1 - 1 (4-2 pen.) | 1. FC Košice           | Štadión Tatran, Prešov                 |
| 2000–01   | Inter Bratislava      | 1 - 0            | MFK Ružomberok         | Mestský štadión, Dubnica nad Váhom     |
| 2001–02   | Koba Senec            | 1 - 1 (4-2 pen.) | FK Matador Púchov      | Štadión FK Raven, Považská Bystrica    |
| 2002–03   | FK Matador Púchov     | 2 - 1            | Slovan Bratislava      | Vojtech Schottert Stadion, Topoľčany   |
| 2003–04   | Artmedia Bratislava   | 2 - 0            | Steel Trans Ličartovce | Mestský štadión, Dunajská Streda       |
| 2004–05   | Dukla Banská Bystrica | 2 - 1            | Artmedia Bratislava    | Štadión pod Zoborom, Nitra             |
| 2005–06   | MFK Ružomberok        | 0 - 0 (4-3 pen.) | Spartak Trnava         | Štadión Pasienky, Bratislava           |
| 2006–07   | FC ViOn Zlaté Moravce | 4 - 0            | FC Senec               | Štadión Pasienky, Bratislava           |
| 2007–08   | Artmedia Petržalka    | 1 - 0            | Spartak Trnava         | Štadión pod Dubňom, Žilina             |
| 2008–09   | MFK Kosice            | 3 - 1            | Artmedia Petržalka     | NTC Senec, Senec                       |
| 2009–10   | Slovan Bratislava     | 6 - 0            | Spartak Trnava         | Michalovský Štadión, Michalovce        |
| 2010–11   | Slovan Bratislava     | 3 - 3 (5-4 pen.) | MŠK Žilina             | Štadión SNP, Banská Bystrica           |
| 2011–12   | MŠK Žilina            | 3 - 2            | FK Senica              | Mestský Štadión, Bardejov              |
| 2012–13   | Slovan Bratislava     | 2 - 0            | MŠK Žilina             | Štadión MFK, Ružomberok                |
| 2013–14   | MFK Košice            | 2 - 1            | Slovan Bratislava      | Štadión Myjava, Myjava                 |
| 2014–15   | AS Trenčín            | 2 - 2 (3-2 pen.) | FK Senica              | NTC Poprad, Poprad                     |
| 2015–16   | AS Trenčín            | 3 - 1            | Slovan Bratislava      | Štadión Antona Malatinského, Trnava    |
| 2016–17   | Slovan Bratislava     | 3 - 0            | MFK Skalica            | NTC Poprad, Poprad                     |
| 2017–18   | Slovan Bratislava     | 3 - 1            | MFK Ružomberok         | Štadión Antona Malatinského, Trnava    |
| 2018–19   | Spartak Trnava        | 3 - 3 (4-1 pen.) | MŠK Žilina             | Štadión pod Zoborom, Nitra             |
| 2019–20   | Slovan Bratislava     | 1 - 0            | MFK Ružomberok         | Tehelné pole, Bratislava               |
| 2020–21   | Slovan Bratislava     | 2 - 1 (t. s.)    | AS Trenčín             | Tehelné pole, Bratislava               |
| 2021–22   | Spartak Trnava        | 2 - 1 (t. s.)    | Slovan Bratislava      | Tehelné pole, Bratislava               |
| 2022–23   | Spartak Trnava        | 3 - 1 (t. s.)    | Slovan Bratislava      | Štadión Antona Malatinského, Trnava    |
| 2023–24   | MFK Ružomberok        | 1 - 0            | Spartak Trnava         | Košická Futbalová Aréna, Košice        |
| 2024–25   | Spartak Trnava        | 1 - 0            | MFK Ružomberok         | DAC Aréna, Dunajská Streda             |

## Títulos por club
| Club                     | Campeón | Años campeón                                               | Subcampeón | Años subcampeón              |
| ------------------------ | ------- | ---------------------------------------------------------- | ---------- | ---------------------------- |
| ŠK Slovan Bratislava     | 10      | 1994, 1997, 1999, 2010, 2011, 2013, 2017, 2018, 2020, 2021 | 5          | 2003, 2014, 2016, 2022, 2023 |
| FC Spartak Trnava        | 5       | 1998, 2019, 2022, 2023, 2025                               | 5          | 1996, 2006, 2008, 2010, 2024 |
| FK Inter Bratislava      | 3       | 1995, 2000, 2001                                           | –          | ---                          |
| MFK Ružomberok           | 2       | 2006, 2024                                                 | 4          | 2001, 2018, 2020, 2025       |
| MFK Košice †             | 2       | 2009, 2014                                                 | 2          | 1998, 2000                   |
| FC Artmedia Petržalka    | 2       | 2004, 2008                                                 | 2          | 2005, 2009                   |
| AS Trenčín               | 2       | 2015, 2016                                                 | 1          | 2021                         |
| MŠK Žilina               | 1       | 2012                                                       | 3          | 2011, 2013, 2019             |
| Dukla Banská Bystrica    | 1       | 2005                                                       | 1          | 1999                         |
| FK Matador Púchov        | 1       | 2003                                                       | 1          | 2002                         |
| FC Senec †               | 1       | 2002                                                       | 1          | 2007                         |
| Chemlon Humenné †        | 1       | 1996                                                       | –          | ---                          |
| FC ViOn Zlaté Moravce    | 1       | 2007                                                       | –          | ---                          |
| FC Tatran Presov         | –       | ---                                                        | 2          | 1994, 1997                   |
| FK Senica                | –       | ---                                                        | 2          | 2012, 2015                   |
| DAC Dunajská Streda      | –       | ---                                                        | 1          | 1995                         |
| Steel Trans Ličartovce † | –       | ---                                                        | 1          | 2004                         |
| MFK Skalica              | –       | ---                                                        | 1          | 2017                         |

- † Equipo desaparecido.